# Saara Hyrkkö
Saara Inkeri Hyrkkö, född 26 augusti 1987 i Helsingfors, är en finländsk politiker (Gröna förbundet). Hon är ledamot av Finlands riksdag sedan 2019.
Hyrkkö blev invald i riksdagen i riksdagsvalet 2019 med 4 471 röster från Nylands valkrets.